# Icedove
Icedove es un cliente de correo electrónico, grupos de noticias y RSS de software libre exclusivamente destinado a distribuciones GNU/Linux basadas en Debian GNU/Linux. Está basado en el código fuente de Mozilla Thunderbird, Al igual que en Iceweasel, se eliminaron las marcas comerciales (Thunderbird y el logo) ya que sus condiciones de distribución no son aceptadas por la DFSG.
Literalmente, Icedove significa tórtola de hielo, en contraposición de Thunderbird o Pájaro trueno, un ave legendaria.